# Ceraclea albosticta
Ceraclea albosticta là một loài Trichoptera trong họ Leptoceridae. Chúng phân bố ở miền Tân bắc.